# Foras
Foras, u demonologiji, trideset i prvi duh Goecije koji ima zapovjedništvo nad dvadeset i devet legija. Pojavljuje se u liku snažnog muškarca. Podučava ljude o ljekovitim moćima biljaka i tajnim moćima dragog kamenja. Također, podučava logiku, etiku i ima moć da ljude učini nevidljivima i da im osobito dug život. Daje ljudima verbalne sposobnosti i vještinu izražavanja. Može pronaći izgubljene stvari i otkriti mjesta gdje se nalaze skrivena blaga.